# ERBB3
گیرندهٔ تیروزین-پروتئین کیناز erbB-3 (انگلیسی: Receptor tyrosine-protein kinase erbB-3) که با نام «گیرندهٔ شمارهٔ ۳ فاکتور رشد اپیدرمی» یا «HER3» هم شناخته می‌شود، یک پروتئین غشایی است که در انسان توسط ژن «ERBB3» کد می‌شود.
پروتئین ErbB3 متعلق به خانوادهٔ گیرنده‌های فاکتور رشد اپیدرمی (EGFR/ERBB) از تیروزین کینازهای گیرنده‌ای است.
ژن ERBB3 بر روی بازوی بلند کروموزوم ۱۲ قرار دارد و از طریق ۲۳٬۶۵۱ جفت‌باز عمل کرده و ۱۳۴۲ اسید آمینه تولید می‌کند. در حین تکامل انسان، ژن ERBB3 در بافت پوششی پوست، استخوان، دستگاه عصبی، قلب، ریه و دستگاه گوارش بیان می‌شود. پروتئین حاصله در انسان بالغِ سالم در دستگاه گوارش، دستگاه تناسلی، دستگاه عصبی، پوست، مجاری ادراری و دستگاه غدد درون‌ریز بیان و تولید می‌شود.
گیرندهٔ ErbB3 به لیگاندهایی نظیر نئورگولین ۱ و ۴-متیلت‌کاتینون (NRG-2) متصل می‌شود.
با آنکه این گیرنده خودش به‌تنهایی در اثر بیش‌فعالی یا جهش ژنی موجب بروز سرطان نمی‌شود، اما در کنار ErbB2 و هترودیمریزاسیون با آن، سبب رشد و تکثیر سلول‌های سرطانی، مقاومت با داروهای شیمی‌درمانی و تقویت احتمال متاستاز و گسترش سرطان می‌گردد.
این گیرنده در مقاوت‌های درمانی خاصی در سرطان‌های زیر نقش دارد:
- داروهای بازدارندهٔ HER2 در مبتلایانی به سرطان پستان که گیرندهٔ HER2/neu آنها مثبت است.[۱۲]
- درمان ضد استروژنی در مبتلایانی به سرطان پستان که گیرندهٔ استروژنی (ER) آنها مثبت است.[۱۳][۱۴]
- داروهای بازدارندهٔ EGFR در سرطان‌های سر و گردن و ریه[۱۵][۱۶]
- درمان هورمونی در سرطان پروستات[۱۷]
- بازدارنده‌های IGF1R در هپاتوماها[۱۸]
- بازدارنده‌های BRAF در ملانوما[۱۹]

بیش‌فعالی گیرندهٔ ErbB2، ایجاد هترودایمر با ErbB3 و سایر اعضای خانوادهٔ ErbB را بدون نیاز به مولکول لیگاند، تحریک می‌کند و در نتیجه فعالیت سیگنالینگ (پیام‌دهی) مداوم اما ضعیفی را در پی دارد.
ژن ERBB3 به‌طور طبیعی در مزانشیم بالشتک‌های اندوکاردیال قلب جنین بیان می‌شود که بعدها مبدل به دریچه‌های قلب می‌شوند. جالب آنکه این عمل ErbB3 با این که وابسته به نئورگولین است، اما نیازی به حضور همزمان ErbB2 مدارد و اصولاً ErbB2 در این بافت قلبی بیان نمی‌شود.
این گیرنده همچنین برای تمایز و تکامل ستیغ عصبی و ساختِ دستگاه عصبی سمپاتیک و مشتقات دیگر این ستیغ همچون سلول‌های شوان ضروری است.